# 박승완
박승완(1995년 7월 19일~)은 대한민국의 배우이다.

## 출연작

### 드라마
- 2023년 Netflix 스위트홈2
- 2024년 TVING 좋거나 나쁜 동재 - 강수민 역
- 2025년 TVING 스터디그룹 - 정도훈 역
- 2025년 TVING 친애하는 X
- 2025년 넷플릭스 다 이루어질지니